# Ghislaine Baron
Ghislaine Baron (* 2. Juni 1966 in Avranches; † 28. Februar 2019 in oder nahe Villedieu-les-Poêles) war eine französische Fußballspielerin und -trainerin.

## Vereinskarriere
Über die Anfangsjahre der Karriere Ghislaine Barons, insbesondere über ihre „ersten Schritte“ im Mädchenfußball und die Vereine, für die sie in dieser Zeit gespielt hat, geht aus den zur Verfügung stehenden Quellen wenig hervor. Gesichert ist, dass sie 1988 vom FCF Condéen zu Chaffoteaux Sports Saint-Brieuc wechselte, zu dessen erster Elf sie ab dann gehörte. Da war sie allerdings auch bereits 22, und gerade in der Frühzeit des modernen Frauenfußballs wurden begabte Spielerinnen häufig schon mit 16 oder 17 im Erwachsenenbereich eingesetzt. In der Saison 1988/89 gehörte die linke Verteidigerin jedenfalls zur Stammformation bei Saint-Brieuc – und kam zudem zu ihrem Debüt im Nationaltrikot (siehe unten) –, die im seinerzeit noch in einer Endrunde nach dem K.-o.-System ausgetragenen Wettbewerb um die französische Meisterschaft nach zwei Erfolgen gegen Omnium Sports Monaco in das Halbfinale einzog. Darin setzten sich die Bretoninnen, vor allem dank ihres torgefährlichen Duos Le Boulch/Jézéquel, deutlich gegen die JS Poissy durch. Im Endspiel wurde ein Elfmeterschießen erforderlich, bei dem die Spielerinnen der ASJ Soyaux einen Fehlschuss hatten, während Saint-Brieuc alle fünf Strafstöße verwandelte und anschließend die Meistertrophäe in Empfang nehmen konnte.
In den beiden folgenden Jahren schieden Ghislaine Baron und ihre Mitspielerinnen schon in der Runde der letzten acht Frauschaften aus – jeweils gegen den späteren Titelgewinner –, aber 1991/92 erreichten sie erneut das Finale. Darin unterlagen sie dem Juvisy FCF mit 2:3. Für Baron war dies zugleich der letzte Auftritt im Dress der CSSB, denn obwohl sich der Verein für die wenige Monate danach startende höchste französische Frauenspielklasse (Championnat National 1 A) qualifiziert hatte, wechselte sie zum Ligakonkurrenten JS Poissy. Mit deren Frauenteam schloss sie die folgenden drei Saisons jeweils im unteren Tabellenmittelfeld ab.
1995 wechselte sie in die Bretagne zu Stade Quimper, 1996 schloss sie sich einer unterklassigen Mannschaft aus La Mancellière-sur-Vire in ihrer normannischen Herkunftsregion an, ehe sie eine zweijährige Pause einlegte. 1999 lebte und spielte sie dann wieder in der Bretagne, eine Saison für den OC Vannes und zwei weitere bei Stade Quimper, in der Saison 2000/01 sogar erneut in der ersten Liga. Dort hatte sie die Rolle als Spielertrainerin inne. Im erstmals ausgetragenen Frauenpokalwettbewerb gelang ihr noch ein Achtungserfolg, als Quimpers Frauen bis in das Viertelfinale vordrangen. Nachdem der sofortige Wiederaufstieg in die höchste Spielklasse nicht gelungen war, arbeitete die zu Beginn 36-Jährige von 2002 bis 2004 in der Nähe von Limoges als Trainerin des Amateurvereins US Entente Couzeix-Chaptelat.
Ghislaine Baron verstarb nach langer Krankheit am Monatswechsel vom Februar zum März 2019 in der Nähe von Saint-Lô. Ihre ehemalige Teamkameradin im Nationaldress und heutige Vizepräsidentin der Fédération Française de Football, Brigitte Henriques, würdigte sie als eine auf dem Spielfeld „hartnäckige Kriegerin“, die zugleich im Kreis ihrer Mitspielerinnen „immer gute Stimmung verbreitet“ habe.

### Stationen
- bis 1988: FCF Condé-sur-Noireau
- 1988–1992: Chaffoteaux Sports Saint-Brieuc
- 1992–1995: Jeunesse Sportive Poissy
- 1995/96: Stade Quimper
- 1996/97: La Mancellière-sur-Vire
- 1999/2000: OC Vannes
- 2000–2002: Stade Quimper (als Spielertrainerin)
- 2000–2004: US Entente Couzeix-Chaptelat (als Trainerin)

## In der Nationalelf
Ghislaine Baron hat zwischen April 1989 und September 1993 23 A-Länderspiele für Frankreich bestritten, in denen der Abwehrspielerin beim 7:1 gegen die UdSSR im April 1990 auch ihr einziger Treffer gelungen ist – genauso übrigens wie ihrer Mitspielerin auf der rechten Defensivseite, Véronique Nowak.
Baron debütierte bei einem internationalen Frauenturnier anlässlich einer 0:2-Niederlage gegen China im bulgarischen Varna, und Trainer Aimé Mignot berücksichtigte sie fortan regelmäßig in seiner Startformation. An einer kontinentalen Meisterschaftsendrunde hat sie in der Folge aber nie teilgenommen, weil Frankreich sich in diesen Jahren nicht dafür hat qualifizieren können. Ihr letztes Match für die Bleues war ein 2:1 gegen Russland – fast auf den Tag genau ein Jahr nach ihrem vorletzten –, als Mignot sie in der Halbzeitpause für Bernadette Constantin einwechselte. Gegen Frauennationalmannschaften aus dem deutschsprachigen Raum kam Ghislaine Baron auch zwei Mal zum Einsatz, und beides waren Niederlagen gegen Deutschland (0:2 im März 1991 und 0:7 im September 1992).

## Palmarès
- Französische Meisterin: 1989 (und Vizemeisterin 1992)
- 23 A-Länderspiele, ein Tor für Frankreich